# Чиркейська ГЕС
Чирке́йська ГЕС — гідроелектростанція на річці Сулак біля села Дубки, в Буйнакському районі Дагестану. Найпотужніша гідроелектростанція Північного Кавказу. Має другу за висотою греблю в Росії і найвищу в країні аркову греблю. Входить до Сулацького каскаду ГЕС, будучи його верхнім, регуляторним щаблем. Чиркейська ГЕС (за винятком Тишиклінської дамби) входить до складу Дагестанського філіалу ВАТ «РусГідро».

## Природні умови
Чиркейська ГЕС розташована в однойменній вузькій ущелині глибиною понад 200 м. Ширина ущелини зверху — 300 м, знизу — 12—15 м. Борти ущелини вирізняються значною крутістю, а також наявністю потенційно нестійких скельних блоків об'ємом близько 300 тис. м³, відсічених від основного масиву тріщинами (у першу чергу на лівому березі). Ущелина складена міцними пізнокрейдяними породами, в основному плитчастими вапняками, перешарувальними мергелями та глинами, які вирізняються значною тріщинуватістю (довжина тріщин по довжині та глибині до 150 м, розкриття до 0,5 м). Сейсмічність району будівництва становить 9 балів за шкалою MSK-64.
Річка Сулак у воротах гідровузла має водозбірну площу 11 290 км², середньорічна витрата — 176 м³/с, середньорічний стік — 5,58 км³. Максимальну витрату спостерігали 1963 року, тоді вона становила 2120 м³/с, максимальна розрахункова витрата (ймовірність 0,01 %, тобто 1 раз на 10 000 років) становить 4530 м³/с. Річка несе велику кількість відкладів — 21,4 млн т на рік. Водний режим річки вирізняється зятяжними повенями, які проходять з кінця березня до кінця серпня, з невеликими витратами в травні — червні. Стік річки формується за рахунок танення снігів і льодовиків, а також випадення дощу. Клімат у місці розташування станції посушливий, середньорічна температура становить +12 °C, річна кількість опадів — 360 мм.